# Traginops orientalis
Traginops orientalis är en tvåvingeart som beskrevs av Meijere 1911. Traginops orientalis ingår i släktet Traginops och familjen tickflugor. Inga underarter finns listade i Catalogue of Life.